# Claudio Maria Celli
Claudio Maria Celli (Rimini, 20 de julho de 1941) é um bispo católico italiano e presidente do Pontifício Conselho para as Comunicações Sociais no Vaticano.
Celli recebeu o Sacramento da Ordem em 19 de março de 1965. Ele recebeu seu doutorado em teologia católica e direito canônico. Em 1970, Claudio Maria Celli ingressou no serviço diplomático do Vaticano, trabalhando como secretário das Nunciaturas Apostólicas em Honduras, Argentina e Filipinas. Celli então ensinou direito canônico na Pontifícia Universidade Lateranense.
Em 1990, Claudio Maria Celli tornou-se subsecretário da Seção de Relações com os Estados da Secretaria de Estado da Santa Sé. Em 16 de dezembro de 1995, o Papa João Paulo II o nomeou Secretário do Tesouro da Sé Apostólica e Arcebispo Titular de Cluentum. João Paulo II o consagrou bispo em 6 de janeiro de 1996; Os co-consagradores foram os arcebispos da Cúria Jorge María Mejía e Giovanni Battista Re.
Em 27 de junho de 2007, o Papa Bento XVI nomeou Celli eleito Presidente do Pontifício Conselho para as Comunicações Sociais. 
Em 3 de janeiro de 2009 foi nomeado membro da Congregação para os Bispos, e confirmado em 2013.
Em 26 de maio de 2009, Celli também foi nomeado Presidente do Conselho de Administração do Centro Televisivo Vaticano. Foi nomeado em 2011 para o Pontifício Conselho para a Promoção da Nova Evangelização..
Em 2016 nomeado para a Congregação para as Causas dos Santos.